# Николай (Корняну)
Митрополи́т Никола́й (рум. Mitropolitul Nicolae, в миру Николае Михаил Корняну, рум. Nicolae Mihail Corneanu; 21 ноября 1923, Карансебеш, жудец Караш-Северин, Королевство Румыния — 28 сентября 2014, Тимишоара, Румыния) — епископ Румынской православной церкви, архиепископ Тимишоарский, митрополит Банатский (1962—2014). Деятель экуменического движения, богослов.

## Биография
Родился 21 ноября 1923 года в семье православного священника. Рано потерял отца, воспитывался матерью в православной традиции. В 1942 году завершил основное и лицейское образование в родном городе Карансебеш.
В 1943 году в приходском храме в Обреже Караш-Северинского жудеца был рукоположен во диакона епископом Карансебешским Вениамином (Нистором).
В 1946 году окончил на богословский факультет Бухарестского университета, получив лицентиат по богословию и поступил в докторантуру. С того времени публиковал статьи по патристике.
В 1947—1948 году служил вспомогательным преподавателем в Карансебешской богословской академии.
30 июня 1949 года под руководством профессора Иоанна Комана защитил диссертацию на тему: «Жизнь и подвиг святого Антония Великого. Начала христианского монашества в долине Нила».
После упразднения Карансебешской епископии в 1949 году был определен секретарём, а затем главным референтом епархиального центра в Тимишоаре. В 1952—1956 годы служил советником по вопросам культуры Тимишоарской и Карансебешской архиепископии.
В 1956 году вернулся к образовательной работе в Карансебешской духовной семинарии, где преподавал греческий и французский языки. В марте 1959 году был переведен в Сибиуский богословский институт лектором на кафедре миссионерского направления, где преподавал символическое богословие и греческий язык.
15 декабря 1960 году решением церковной Выборной коллегии 73 голосами из 85 назначен епископом Арадским, Иенопольским и Хэлмаджуским и в тот же день епископом Ботошанским Феоктистом (Арэпашу) рукоположен во священника.
15 января 1961 году в Бухарестском Новом соборе святого Спиридона хиротонисан во епископа Арадского, Иенопольского и Хэлмаджуского. Хиротонию возглавил Патриарх Румынский Юстиниан. 22 января того же года состоялось настолование в Арадском епископском кафедральном соборе.
В феврале 1962 года был избран архиепископом Тимишоарским и Карансебешским, митрополитом Банатского. 4 марта того же года в митрополичьем Тимишоарском соборе Патриарх Юстиниан в сослужении других членов Священного Синода возглавил его настолование.
В апреле-июне 1967 года являлся местоблюстителем Трансильванской митрополии, а в октябре 1977-апреле 1978 годы — местоблюстителм Олтенской митрополии. Неоднократно временно замещал Арадскую кафедру, а единовременно — Карансебешскую.

## Деятельность
Во главе Тимишоарской кафедры инициировал пристройку нового крыла к зданию епархиального центра; устройство и освящение крестовой церкви (1972); переустройство архиепископской типографии (1982). Организовал создание музейной коллекции митрополичьего собора, активно содействовал созданию новых и реконструкции существующих храмов и монастырей, в том числе ктиторство нового храма Тимишенского монастыря в 1969 году; возрождение Чебзинского монастыря в 1993 году. Также способствовал открытию Тимишоарского богословского факультета в 1993 году.
Активно участвовал в международной деятельности Румынской Православной Церкви. В 1961 году участвовал в экуменических и межконфессиональных форумах, в частности, в Генеральной ассамблее Христианской конференции за мир в Праге. В 1962 году был избран постоянным членом «Группы патристических исследований» учрежденной комиссией «Вера и порядок» Всемирного совета церквей (ВСЦ).
В 1978—1981 годы являлся членом Центрального комитета ВСЦ. В 1980 году принял участие в международном симпозиуме о «поиске мира поверх идеологических разделений».
В 1980-х годы сотрудничал с Венским институтом «Про Ориенте». Также являлся делегатом от Румынской Православной Церкви на инаугурациях Римских пап Иоанна Павла I и Иоанна Павла II.
Как член румынских церковных делегаций посетил поместные Православный Церкви Болгарскую (1966); Русскую (1971); Элладскую (1971); Константинопольскую (1978, 1981, 1989); Сербскую (1981, 1995); Иерусалимскую (2000). Также посещал антихалкидонтиские церкви Армянскую, Коптскую, Эфиопскую и Сирийскую (1969, 1979, 1997); ещё раз отдельно Эфиопскую (1971); римо-католическую церковь в Бельгии (1972); лютеранскую церковь в Швеции (1987).
Для окормления румынских православных общин за границей несколько раз посещал США и Канаду (1979), Австралию и Новую Зеландию (1984) и Западную Европу.
Был одним из участников в экуменической молитвы в Ассизи в 1986 году.

## Скандал с причащением у униатов
25 мая 2008 года принял участие в литургии в униатской церкви в городе Тимишоара, в присутствии апостольского нунция в Румынии, римско-католического архиепископа Франциска Хавьера Лозано. По словам очевидцев, во время причащения духовенства митрополит Николай неожиданно покинул своё место среди молящихся, вошёл в алтарь и попросил разрешения причаститься. Униаты расценили это событие как «удивительное чудо и проявление братской любви, свидетельствующей о сближении двух румынских Церквей-сестёр».
Инцидент вызвал возмущение не только среди православных Румынии, но и в других поместных Православных Церквах. В июле того года Священный Синод Румынской Православной Церкви осудил этот неканонический поступок. Синод указал на недопустимость для всех членов Румынской Православной Церкви «причащаться в другой христианской Церкви», равно как и недопустимость для всех православных клириков «совершать таинства совместно со служителями других культов». Нарушители, как было объявлено, «теряют общение с Православной Церковью и, как следствие, будут подвергнуты каноническим санкциям, соответствующим положению, которое они занимают в Церкви». Вместе с тем Синод но не вынес каких-либо санкций, митрополит Николай сохранил сан и должность, а также продолжил публикацию своих богословских книг.

## Сочинения и труды
- Învăţătura creştină ortodoxă, Timişoara, 1971.
- Ieşit-a sămănătorul. Culegere de predici, Timişoara, 1974.
- Pedobaptismul de-a lungul vremii, Timişoara, 1975.
- Fundamentarea teologică a pedobaptismului, Timişoara, 1979.
- Temeiurile învăţăturii ortodoxe, Timişoara, 1981.
- Învăţătura ortodoxă despre mântuire, Timişoara, 1983.
- Contribuţia Banatului la teologia şi spiritualitatea românească. Studii patristice, Timişoara, 1983.
- Culegere de predici, Timişoara, 1984.
- Biserica românească din Nord-Vestul ţării în timpul prigoanei hortiste, Bucureşti, 1986.
- Patristica mirabilia. Pagini din literatura primelor veacuri creştine, Timişoara, 1987; Iaşi, 2001.
- Quo vadis? Studii, note şi comentarii teologice, Timişoara, 1990.
- Viaţa şi petrecerea Sfântului Antonie cel Mare, Timişoara, 1998.
- Origen şi Celsus, Bucureşti, 1999.
- Pe baricadele presei bisericeşti, vol. I—II, Timişoara, 2000.
- Credinţă şi viaţă, Cluj, 2001.
- Pe firul vremii — meditaţii ortodoxe, Bucureşti, 2000.
- Popasuri duhovniceşti de la Crăciun la Paşti, Timişoara, 2001.
- Miscelaneea patristica, Cluj, 2001.
- Farmecul scrierilor patristice, Bucureşti, 2002.
- Patristica — filosofia care mângâie, Cluj, 2004.
- Actualitatea literaturii vechi creştine, Timişoara, 2007.
- Pentru mai binele obştesc, Timişoara, 2008.
- Pe aripile cuvântului, Timişoara, 2009.
- Scrisori Pastorale, Timişoara, 2011.
- координатор труда Ortodoxia românească, 1992.

Переводы с греческого
- Scara raiului, Timişoara, 1994; ed. II, 1997; ed. III, 2000.
- Viaţa Fericitului Pahomie, Bucureşti, 1995.

## Награды и звания
- Орден Румынии «За заслуги» («Pentru Merit») в степени Великий Крест (от президента Румынии, 2000)
- Почетный член Румынской Академии (1992)
- Член Союза писателей Румынии (1992)
- Doctor Honoris Causa Клужского протестантского теологического института (1978); Арадского университета Аурела Влайку (2003); Тимишоарского университета медицины и фармацевтики (2003); Банатского университета сельскохозяйственных наук (2003); Тимишоарского университета Запада (2003)
- Почетный гражданин Тимишоары, Лугожа и Карансебеша
- Приз Группы социального диалога «за целую жизнь посвященную истине, правде и свободе» (1997)
- Премия Совета Тимишского жудеца «Pro cultura timisiensis» (декабрь 2007)
- Почетный президент многочисленных учреждений и обществ

## литература
- Marius Florescu. Privire de ansamblu asupra operei publicistice a ÎPS Mitropolit Nicolae Corneanu. Alt. B., 2013. — nr. 10-12.
- Nicolae Morar. Hieratismul şi sofianismul vieţii şi operei Înaltpreasfinţitului părinte Mitropolit Nicolae Corneanu. Ph. B., 2013. — № 2. — p. 5-44.
- Nicolae Morar. ÎPS Părinte dr. Nicolae Corneanu la ceas aniversar. Altarul Banatului. Revista Mitropoliei Ortodoxe Române din Timişoara. Timişoara, 2013. — №. 10-12.
- Păun Ion Otiman. Dr. Nicolae Corneanu, membru deonoare al Academiei Române. Altarul Banatului. Revista Mitropoliei Ortodoxe Române din Timişoara. Timişoara, 2013. — nr. 10-12.
- Paisie Lugojanul. Înaltpreasfinţia sa Nicolae Corneanu, ierarh şi cărturar al bisericii din Banat. Altarul Banatului. Revista Mitropoliei Ortodoxe Române din Timişoara. Timişoara, 2013. — nr. 10-12.
- Ionel Popescu. Vocaţia ecumenică a mitropolitului Nicolae Corneanu. Altarul Banatului. Revista Mitropoliei Ortodoxe Române din Timişoara. Timişoara, 2013. — nr. 10-12.